# Зехль Вільгельм
Зехль Вільгельм (нар. 23 січня 1876, Пруссія — пом.1956, Ахлхорн Нижня Саксонія) — прусський композитор та диригент.

## Біографія
Зехль розпочав свою музичну освіту у віці 19-ти років у Магдебурзі. Того ж 1885-го року його було призначено до оркестру 2-го Королівського мобільного батальйону ІВМС. Він проявив себе як дуже талановитий корнетист і трубач тож незабаром став солістом оркестру. У 1900 році його батальйон було передислоковано до Китаю задля придушення Іхетуанського повстання. У цей час капельмейстер оркестру захворів й Захль був призначений на його місце. Пізніше після китайської військової кампанії він почав писати сюїту «Мелодії Пекіну» котра згодом була опублікована.
Після повернення до Німеччини Зехль розпочав сольні виступи. Він залишив військову службу в 1903 році й обійняв посаду адміністратора цивільного порту в Вільгельмсгафені. У той же час Вільгельм кілька разів виграв престижний конкурс з військової музики, котрий спонсорували та організовували «Hawkes and Son». Перемогу йому приносили марші «Viscount Nelson» (1900), «Army and Marine» (1901), «Wellington» (1906) та «Trafalgar» (1908). Стилістика мелодійних та гармонійних маршів Вільгельма Зехля зробила великий вплив на композиторів майбутнього, а самі композиції набули широкої популярності.
З політичних мотивів, оскільки в I-й та II-й СВ Німеччина та Британія опинялись по різні боки барикад, твори композитора, сповнені англійською тематикою, не були популяризовані на його батьківщині. Значно більш відомі марші Зехля в Нідерландах та власне Англії де постійно лунають під час військово церемоніальних парадів «Trooping the Colour» та входять до репертуару оркестрів Королівського флоту.

## Твори

### Марші
- 1895 Viscount Nelson
- 1901 Army and Marine
- 1906 Wellington
- 1908 Trafalgar
- 1912 Europe United
- 1931 The Sun God
- 1932 Coronel March

### Симфонічні
- «Парад прапорів»
- «Мелодії Пекіну»